# Catherine Alcover
 (octobre 2011).
Si vous disposez d'ouvrages ou d'articles de référence ou si vous connaissez des sites web de qualité traitant du thème abordé ici, merci de compléter l'article en donnant les références utiles à sa vérifiabilité et en les liant à la section « Notes et références ».
Catherine Alcover (née Catherine Ouzilleau) est une comédienne française née le 2 août 1946 à Paris 17e.

## Biographie
Catherine Alcover est la petite-fille de Pierre Alcover. Elle a étudié au Conservatoire national supérieur d'art dramatique et a joué dans de nombreux films pour le cinéma et la télévision. Au théâtre, elle a joué avec Michel Serrault, Michel Galabru...
Catherine Alcover a créé La dame de Bayreuth au Petit Théâtre de Paris en 1988. Elle est la fondatrice du théâtre de Piquemil à Monflanquin.

## Filmographie

### Actrice

#### Cinéma
- 1974 : Miss O'Gynie et les Hommes fleurs de Samy Pavel
- 1975 : Les Deux Saisons de la vie : La seconde mère
- 1976 : Calmos de Bertrand Blier
- 1977 : La Grande Frime : Brigitte
- 1980 : Christa, folle de son sexe : Martine - La belle-mère (en tant que Brigitte Lilan)
- 1981 : Beau-père de Bertrand Blier : La doctoresse de SOS Médecins
- 1981 : Chanel solitaire de George Kaczender : Lady
- 1982 : Les Diplômés du dernier rang
- 1983 : Le Démon dans l'île de Francis Leroi : Louise - la femme de ménage de Gabrielle
- 1984 : Polar
- 1985 : Blessure de Michel Gérard : F. Larmy
- 1985 : L'amour propre ne le reste jamais très longtemps : Grégoire
- 1986 : Justice de flic de Michel Gérard
- 1988 : Envoyez les violons de Roger Andrieux : La réceptionniste de l'hôpital / Hôtel Clerk
- 1989 : Deux
- 1989 : Les Maris, les Femmes, les Amants : La détective
- 1990 : Venins : Madame Rozier (non créditée)
- 1991 : Une époque formidable… de Gérard Jugnot : Mme Cohen[2]
- 2008 : Comme les autres de Vincent Garenq : Madame le maire

#### Télévision

##### Séries télévisées
- 1968 : Les Compagnons de Baal : La secrétaire
- 1972 : Pot-Bouille : Gasparine
- 1972 : Schulmeister, l'espion de l'empereur : Mme Dacque
- 1974 : Au théâtre ce soir : Madame de Vintimille
- 1977 : Rendez-vous en noir de Claude Grinberg : Une invitée
- 1981 : Les Dossiers de l'écran : L'avocate de la société Feracier
- 1985 : Châteauvallon : Mme Kovalic
- 1986 : L'Ami Maupassant : Séverine
- 1986 : Madame et ses flics
- 1988 : Vivement lundi !
- 1989 : Les Jupons de la Révolution : Marat : Melle le Normand
- 1989 : Nick chasseur de têtes : Mme Moreau
- 1990 : Série rose : Bianca
- 1991 : Cas de divorce
- 1992 : Haute tension : Constance Desterac
- 1993 : Nestor Burma (série télévisée), saison 3, épisode 1 : L'homme au sang bleu : Catherine
- 1996 : L'Allée du Roi
- 1997 : Jamais deux sans toi...t : Le professeur de violon
- 1997 : Pour être libre : Madame Ariane
- 1999 : Dossiers : Disparus : Madame Desaignes
- 1999 : Une femme d'honneur : Mme Mairot
- 1999-2001 : Chère Marianne : Gaëlle
- 2000-2007 : Avocats et Associés : Président Lemercier / L'avocat général / La présidente des Assises à Reims / ...
- 2001 : Commissariat Bastille : Rachel Zarca
- 2001 : La Crim' : Geneviève Taieb
- 2002 : Action Justice : Juge
- 2005 : Si j'avais des millions : Monique Legrand
- 2005-2006 : Alice Nevers, le juge est une femme : La présidente du tribunal / Présidente du tribunal / Présidente tribunal
- 2007 : Le Tuteur : Isadora
- 2016 : Mongeville : Simone Perrault

##### Téléfilms
- 1985 : L'affaire Caillaux : Berthe Caillaux
- 1985 : L'Année terrible de Claude Santelli
- 1986 : La Petite Roque de Claude Santelli : Séverine
- 1987 : Le passager du Tassili
- 1989 : Champagne Charlie
- 1989 : Marat de Maroun Bagdadi : Melle le Normand
- 1990 : Ennemonde de Claude Santelli : Camille
- 1991 : Le dernier lien de Joyce Buñuel : La directrice d'école
- 1991 : The Maid : Manageress
- 1992 : Touch and Die : Hospital Réceptionniste
- 1993 : For Better and for Worse de Paolo Barzman : Carmina Faldo
- 1995 : Le Nid tombé de l'oiseau de Alain Schwartzstein : Madeleine Perrot
- 1998 : La fille d'un soldat ne pleure jamais de James Ivory : Hérodias, Mezzo-Soprano
- 1998 : Les Moissons de l'océan de François Luciani : Thérèsa
- 2002 : L'Enfant des lumières de Daniel Vigne : Madame de Meillant
- 2002 : On ne choisit pas sa famille de François Luciani : Claudine Vermont
- 2014 : Des roses en hiver : Clémentine

### Costumière

#### Cinéma
- 1974 : Miss O'Gynie et les hommes fleurs

### Décoratrice

#### Cinéma
- 1974 : Miss O'Gynie et les hommes fleurs

### Scénariste

#### Cinéma
- 1975 : Les deux saisons de la vie

## Théâtre et opéra
- 1974 : Madame Sans Gêne de Victorien Sardou et Émile Moreau, mise en scène Michel Roux, réalisation Georges Folgoas au Théâtre Marigny : Madame de Vintimille
- 1983 : Le Nombril de Jean Anouilh, mise en scène Jean Anouilh et Roland Piétri, tournée Karsenty-Herbert, tournée du Théâtre de l'Œuvre
- Knock de Jules Romains
- 2016 :-My Fair Lady, Mrs Higgins[3]
- 2017 : Le Dernier jour d'un condamné (opéra, récitante)[4]